# Kompolt, Heves
Kompolt  este un sat în districtul Füzesabony, județul Heves, Ungaria, având o populație de 2.087 de locuitori (2011). 

## Demografie
Componența etnică a satului Kompolt
     Maghiari (84,15%)
     Romi (13,63%)
     Germani (1,75%)
     Necunoscut (0,14%)
     Alții (0,33%)
Componența confesională a satului Kompolt
     Romano-catolici (53,52%)
     Fără religie (14,09%)
     Reformați (2,25%)
     Necunoscută (28,7%)
     Alte religii (3,16%)
Conform recensământului din 2011, satul Kompolt avea 2.087 de locuitori. Din punct de vedere etnic, majoritatea locuitorilor (84,15%) erau maghiari, existând și minorități de romi (13,63%) și germani (1,75%). Apartenența etnică nu este cunoscută în cazul a 0,14% din locuitori.  Din punct de vedere confesional, majoritatea locuitorilor (53,52%) erau romano-catolici, existând și minorități de persoane fără religie (14,09%) și reformați (2,25%). Pentru 28,7% din locuitori nu este cunoscută apartenența confesională.